# شبگرد-باز معمولی
شبگرد-باز معمولی (نام علمی: Chordeiles minor) نام یک گونه از تیره شبگردان است.